# Osowa (województwo podlaskie)
Osowa – wieś w Polsce położona w województwie podlaskim, w powiecie suwalskim, w gminie Suwałki.
Wieś duchowna położona była w końcu XVIII wieku w powiecie grodzieńskim województwa trockiego. W latach 1975–1998 miejscowość położona była w województwie suwalskim.
Wieś znajduje się w pobliżu południowo-wschodniego krańca Jeziora Okmin. 
Grupa stanowisk archeologicznych. 
1. Około 1 km na wschód od wsi, w pobliżu koryta Czarnej Hańczy, na polu zwanym Pusta, cmentarzysko kurhanowe z epoki żelaza, okres wpływów rzymskich. Pochówki szkieletowe z II-IV w. n.e., ciałopalne z V w. Kurhany (pierwotnie 90) występują blisko siebie, pasmem długości ok. 120 m i szerokości 40 m, średnica podstaw 5-8 m, wysokość do 0,5 m. W kurhanach groby pojedyncze lub po kilka, jeden centralny. Szkielety w prostokątnych jamach wyłożonych brukami kamiennymi (2-3 warstwy), obwarowane. Groby ciałopalne w jamach owalnych, z brukami kamiennymi.
2. Na polu zw. Grądy lub Pogańskie Mogiłki, 500 m na wschód od wsi cmentarzysko kurhanowe współczesne poprzedniemu.
3. Osada w pobliżu koryta Czarnej Hańczy użytkowana od II do VI w. n.e., kultura zachodniobałtyjska. Badania prowadzone od 1956 r.

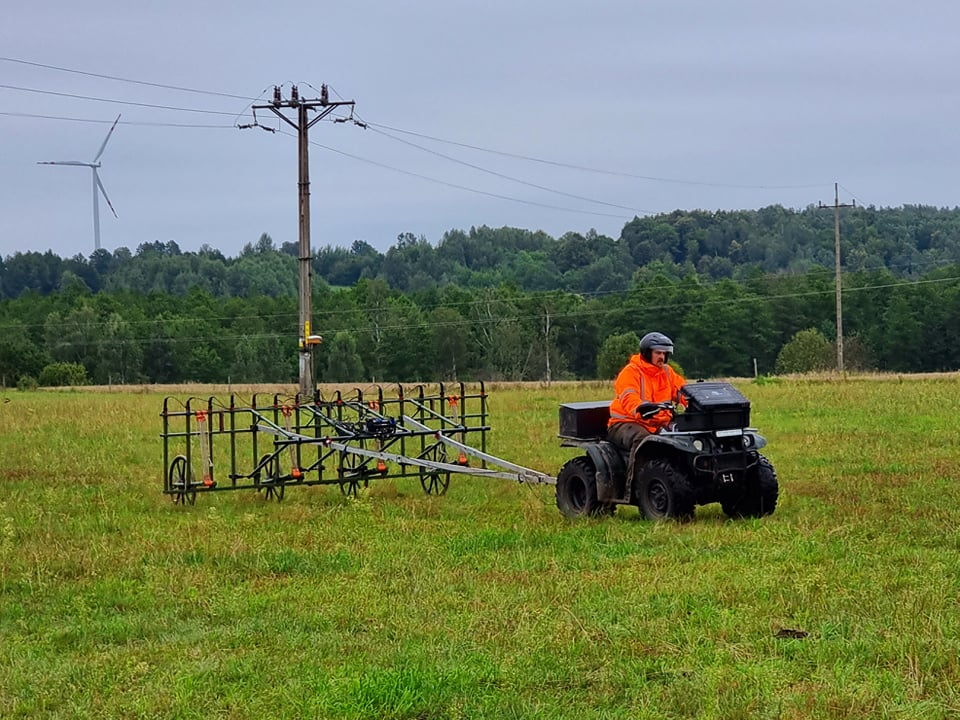
Badania archeologiczne magnetometrem transduktorowym w Osowej w sierpniu 2021